# Birgit Luxenburger
Birgit Luxenburger (* 1951 in Schaffhausen (Saar)) ist Malerin, Grafik-Designerin und Fotografin.

## Leben
Birgit Luxenburger wurde 1951 in Schaffhausen (Saar) geboren. Zwischen 1973 und 1978 absolvierte sie ein Grafik-Design Studium an der Fachhochschule des Saarlandes in Saarbrücken und schloss das Studium mit Erlangen des Diploms ab. Ab 1980 studierte sie an der Hochschule für Bildende Künste, Städelschule in Frankfurt am Main und wurde dort 1985 Meisterschülerin. Birgit Luxenburger ist Mitglied im Deutschen Künstlerbund. Sie lebt und arbeitet  als freischaffende Künstlerin im Rhein-Main-Gebiet.

## Werke
Birgit Luxenburger arbeitet abstrakt und Farben spielen in ihren Werken eine übergeordnete Rolle. Sie untersucht die Möglichkeiten allein durch Farbtöne und das Übereinanderlegen diverser Farbschichten aus der Fläche heraus räumliche Tiefe zu erzeugen. Hierzu trägt sie zunächst eine Primärschicht auf den Malgrund auf, die sich durch eine erhabene, reliefartige Struktur auszeichnet. Diese erste Schicht bestimmt Muster und Rhythmik des Werkes maßgeblich. Darüber werden multiple Schichte linear oder konzentrisch angeordnet. Hierdurch erzeugt Birgit Luxenburger unterschiedliche Eindrücke. Mal scheinen sich dem Betrachter die Farbräume entgegenzuwölben, dann wieder verschwinden sie in den Tiefen des Bildes. Hierbei ist für den Betrachter nicht auf den ersten Blick ersichtlich, ob die obersten, mittleren oder untersten Farbschichten optisch am nächsten oder am weitesten entfernt zu verorten ist.

Birgit Luxenburger beschrieb bereits 1990 ihr bis heute gültiges Ansinnen und ihre Motivation wie folgt: "Die Farbe interessiert mich in ihrer Eigenschaft der Ausdehnung, nicht nur in der Interaktion mit der Nachbarfarbe, sondern auch in ihrer Ausdehnung im tiefen Raum. Durch wiederholte Schichtung transparenter Farben ergibt sich ein Tiefenlicht, ein Leuchten auf dem Bildgrund, das dennoch eine Illusion auf der Fläche bleibt. Durch das Übereinanderlegen flüssiger Farbe beeinflussen die ersten Schichten jede weitere darauffolgende."

## Ausstellungen (Auswahl)
- 1984: Kunstverein Offenbach, Offenbach (K)
- 1986: "Fern Sehen" Städelschule, Frankfurt
- 1987: Galerie Erhard Witzel, Offenbach (mit Schneeschwarz) (EA)
- 1987: "Zwischen Oakland und Paris", Galerie Erhard Witzel, Wiesbaden
- 1988: "L'Art pour l'Europe - Kunst für Europa", Europäische Gemeinschaft, Brüssel
- 1989: Scharpf-Galerie des Wilhelm-Hack-Museums, Ludwigshafen (K)(EA)
- 1989: Galerie Erhard Witzel, Offenbach (EA)
- 1992: "Birgit Luxenburger - Malerei", Kunstverein Friedberg, Friedberg[3] (EA)
- 1993: "Doppelblick", Neuer Kunstverein Aschaffenburg (zusammen mit Dorothee Rocke) (EA) (K)
- 1993: Galerie Erhard Witzel (EA)
- 1996: "Rolux", Galerie Erhard Witzel, Wiesbaden
- 1996/97: "In Sichtweite", Städtische Galerie im Museum Folkwang Essen; Kunstverein Schwetzingen; Städtische Galerie Würzburg;  Museumsverein Werfen, Österreich; Galerie Erhard Witzel, Wiesbaden; Forum Alte Werft, Papenburg (zusammen mit Dorothee Rocke) (EA) (K)
- 1997: Museum St. Wendel (EA)
- 1998: "Birgit Luxenburger", Galerie Erhard Witzel, Wiesbaden (EA)
- 2001: ""Birgit Luxenburger - early and current", Galerie Erhard Witzel, Wiesbaden (EA)
- 2001: "E-Ditionen", Galerie Erhard Witzel, Wiesbaden
- 2004: "Birgit Luxenburger - Malerei und Fotografie - Neue Arbeiten", Galerie Erhard Witzel, Wiesbaden (EA)[4]
- 2005: "Ping - Pong - Ping", mit Michael Jäger im Kunstverein Bellevue-Saal, Wiesbaden
- 2006: Lodz Biennale 2006 - Mentality, Lodz Biennale, Lodz
- 2007: "Birgit Luxenburger - Arbeiten auf Papier", Galerie Erhard Witzel, Wiesbaden[5]
- 2008: "Unter Tausenden...", Galerie Erhard Witzel, Wiesbaden
- 2012: "Birgit Luxenburger - Neue Arbeiten", Galerie Erhard Witzel, Wiesbaden[6]
- 2014: "Birgit Luxenburger - Neue Arbeiten", DavisKlemmGallery, München
- 2014: "Birgit Luxenburger - Neue Arbeiten", Bauverein Darmstadt
- 2015: „Spring Opening 2015“, Atelierhaus Waggonfabrik, Mainz
- 2015: „Meine Wände für die Kunst“, ‚Ohne Titel‘, Büro der Kulturdezernentin der Stadt Mainz
- 2016: „Side by Side“, Galerie Mariette Haas, Ingolstadt
- 2019: Nebbiensches Gartenhaus, Frankfurt
- 2020: Kunstverein Mittelrhein KM 570, Koblenz

## Auszeichnungen, Preise und Stipendien (Auswahl)
- 1986: Kunstpreis für Malerei, Kulturstiftung der Städtischen Sparkasse Offenbach[7]
- 1986: Förderpreis Junger Künstler 1986, Saar Ferngas, Saarbrücken (heute "Enovos Preis für Junge Kunst")[8]
- 1989: Perron-Kunstpreis der Stadt Frankenthal[9]
- 1995: Kunstpreis ABK Bank, Köln
- 1996: Stipendium Künstlerhaus Edenkoben[10]
- 2019: Kunstpreis der Ilse Hannes-Gesellschaft in Frankfurt am Main